# 424 – Mozdonyopera
A 424 – Mozdonyopera az LGT 13 évnyi hallgatás után megjelent 1997-es albuma. Az utolsó nagylemezük, az 1984-es Ellenfél nélkül után egy darabig még koncertezett az együttes, majd az 1990-es években több válogatás és más CD-kiadvány is megjelent, de a Mozdonyoperáig új album nem készült.
A lemez létrejötte a véletlennek köszönhető. A zenekar régi ismerőse, Sándor Pál a róluk készült Volt 1x1 zenekar című film előkészületei során felkereste a tagokat, akik bevonultak a stúdióba, és az együtt zenélés örömétől átitatva elkezdtek új számokat írni. Ezek azonban már nem fértek bele a műsorba. Így aztán a Postabank, a Juventus Rádió és a Roland támogatásával megjelenhetett az új, az eddigieknél kicsit melankólikusabb, „öregesebb” lemez. A munkálatokat Magyarországon, az Electromantic és a YelloW stúdióban végezték teljes titoktartás közepette, a CD-k külföldön készültek (mastering-munkálatok az Abbey Roadon).
A lemez megjelenése is nagy meglepetést tartogatott: október 24-én éjjel 11 órakor dobták piacra fémdobozos csomagolásban. Az album a Mahasz Top 40 lemezeladási listán az 1. helyet szerezte meg és összesen 22 hétig volt a listán.

## Az album dalai
1. Mozdonyrádió (Presser Gábor – Sztevanovity Dusán) – 4:45
2. Az Ígéret földje (Presser Gábor – Sztevanovity Dusán) – 6:13
3. Hagyd a könnyeket (Presser Gábor – Sztevanovity Dusán) – 6:30
4. A füst meg a szél (Presser Gábor – Sztevanovity Dusán) – 5:05
5. 424-es csatahajó (Presser Gábor – Sztevanovity Dusán) – 5:30
6. Hórukk! (Somló Tamás – Sztevanovity Dusán) – 6:47
7. Amerika (Presser Gábor – Sztevanovity Dusán) – 3:46
8. Itt a tigris! (Karácsony János – Sztevanovity Dusán) – 5:25
9. Bízd ránk! (Presser Gábor – Sztevanovity Dusán) – 6:21
10. Mért ne játszhatnánk el jól? (Presser Gábor – Sztevanovity Dusán) – 4:43

## Közreműködők
- Karácsony János – gitárok, ének, vokál
- Presser Gábor – zongora, Hammond orgona, billentyűk, hangszerelés, ének, vokál
- Solti János – dobok, ütőhangszerek
- Somló Tamás – szaxofonok, fuvola, Hohner chromonica, ének, basszusgitár, vokál
- Sztevanovity Dusán – dalszövegek

### Produkció
- Závodi Gábor – hangmérnök, zenei rendező, szintetizátor program
- Kaiser Ottó – fényképek
- Erdélyi Mihály – grafika